# Ladouch (rzeka)
Ladouch – rzeka w południowej Francji, w regionie Akwitania, w departamencie Dordogne o długości 9,2 km, dopływ Vézère.